# Сімон Густафсон
Сімон Густафсон (швед. Simon Gustafson; нар. 11 лютого 1995, Мельндаль, Швеція) — шведський футболіст, атакувальний півзахисник клубу «Геккен».

## Клубна кар'єра
Сімон Густафсон народився у містечку Мельндаль і грати у футбол починав у місцевому клубі «Фессберг». Закінчивши клубну футбольну школу у 2010 році Густафсон був залучений до основної команди, що виступала у Третьому дивізіоні чемпіонату Швеції.
У Аллсвенскан Густафсон дебютував у березні 2013 року вже у складі «Геккена». У клубі футболіст провів два роки і у 2015 році підписав чотирирічний контракт з нідерландським  «Феєнордом». За два роки півзахисник своєю грою допоміг клубу виграти чемпіонат Нідерландів вперше за останні 18 років.
Сезон 2017 року Густафсон провів в оренді в клубі «Рода». По завершенні оренди влітку 2018 року футболіст перейшов до складу «Утрехта».

## Збірна
У 2015 році Сімон Густафсон був у заявці молодіжної збірної Швеції на молодіжному чемпіонаті Європи, де збірна Швеція здобула золоті нагороди. 
15 січня 2015 року у товариському матчі проти збірної Кот-д'Івуару Сімон Густафсон зіграв перший матч у складі національної збірної Швеції.

## Особисте життя
Сімон Густафсон має брата близнюка, також професійного футболіста - Самуеля Густафсона, який захищає кольори шведського клубу «Геккен».

## Досягнення
Швеція (U-21)
 Чемпіон Європи (U-21): 2015
Феєнорд
 Чемпіон Нідерландів: 2016/17
 Переможець Кубка Нідерландів: 2015/16
Геккен
 Чемпіон Швеції: 2022
 Володар Кубка Швеції: 2022/23, 2024/25